# Uluborlu
Uluborlu là một huyện thuộc tỉnh Isparta, Thổ Nhĩ Kỳ. Huyện có diện tích 284 km² và dân số thời điểm năm 2007 là 6878 người, mật độ 24 người/km².